# Volkscredietbank
De Volkscredietbank NV (afgekort VCB of VCB Bank NV), voorheen Stichting Surinaamse Volkscredietbank (SVCB), is een Surinaamse bank voor particulieren en middenstanders.

## Geschiedenis
Het initiatief voor de oprichting van de Volkscredietbank (VCB) werd in 1932 genomen, door de benoeming van een commissie die de gewenstheid van wettelijke regeling van het lenen van geld onderzocht. Nadat er in 1933 advies uitgebracht was, besloten de Staten van Suriname dat er eerst een nieuwe kredietmogelijk geschapen moest worden. Nadat in 1947 een commissie in samenwerking met het Departement van Sociale Zaken een nieuw ontwerp had ingediend, werd tot de oprichting besloten. Gouverneur Willem Huender hield zijn openingsrede op 30 december 1948. De opening voor het publiek vond op 3 januari 1949 plaats. Dagblad Het Nieuws omschreef de openingsdag als een bestorming vanwege het hoge bezoekersaantal van 350 mensen.
De bank werd opgericht als Stichting Surinaamse Volkscredietbank. Het doel voor de oprichting was de verstrekking van kleine kredieten aan particulieren en middenstanders. Huender benadrukte in zijn rede dat de bank geen liefdadigheidsinstelling mocht zijn en geen verlies mocht maken. Voor deze kredieten berekende de VCB achttien procent rente; het percentage van De Surinaamsche Bank bedroeg toen negen procent. De middelen voor de bank waren afkomstig uit het Welvaartsfonds. De bank begon met een beginkapitaal van 200.000 Surinaamse gulden. Na twee maanden vroeg de gouverneur de Staten om de goedkeuring om dit bedrag op te hogen naar 500.000 gulden. In 1950 was er inmiddels twee miljoen gulden aan burgers geleend en was er opnieuw sprake van een gebrek aan werkkapitaal. Sinds 1951 kan er bij de VCB ook worden gespaard. De VCB kreeg niet alle financiering van de overheid, maar leende daar ook voor.
In 1953 werd een kantoor ingericht in Nickerie en werd een auto ingericht als Rijdende Volkscredietbank. Later volgden ook nog filialen in andere delen van het land. In de eerste vijf jaar van haar bestaan leende de VCB tien miljoen gulden uit.
Sinds de jaren 1990 werd gesproken over de fusie van Surinaamse banken en in 2013 stond dit opnieuw op de agenda. Aanvankelijk was het de bedoeling om de Landbouwbank met de Hakrinbank te fuseren. Later werd besloten om de Volkscredietbank de Landbouwbank over te laten nemen. De formele overdracht werd op 14 december 2015 getekend op het ministerie van Financiën. Voor de integratie werd twee jaar gepland. Het Agrarisch Kredietfonds (AKF) kwam hierdoor aanvankelijk ook bij de VCB terecht, maar ging later naar de Nationale Ontwikkelingsbank (NOB). Sinds de overname van de Landbouwbank is de VCB een naamloze vennootschap.
Centrale Bank van Suriname ·
Finabank ·
Godo ·
Hakrinbank ·
Landbouwbank ·
Nationale Ontwikkelingsbank ·
Surinaamse Postspaarbank ·
Republic Bank ·
Surichange Bank ·
De Surinaamsche Bank ·
Trustbank Amanah ·
Volkscredietbank